# Matthew White

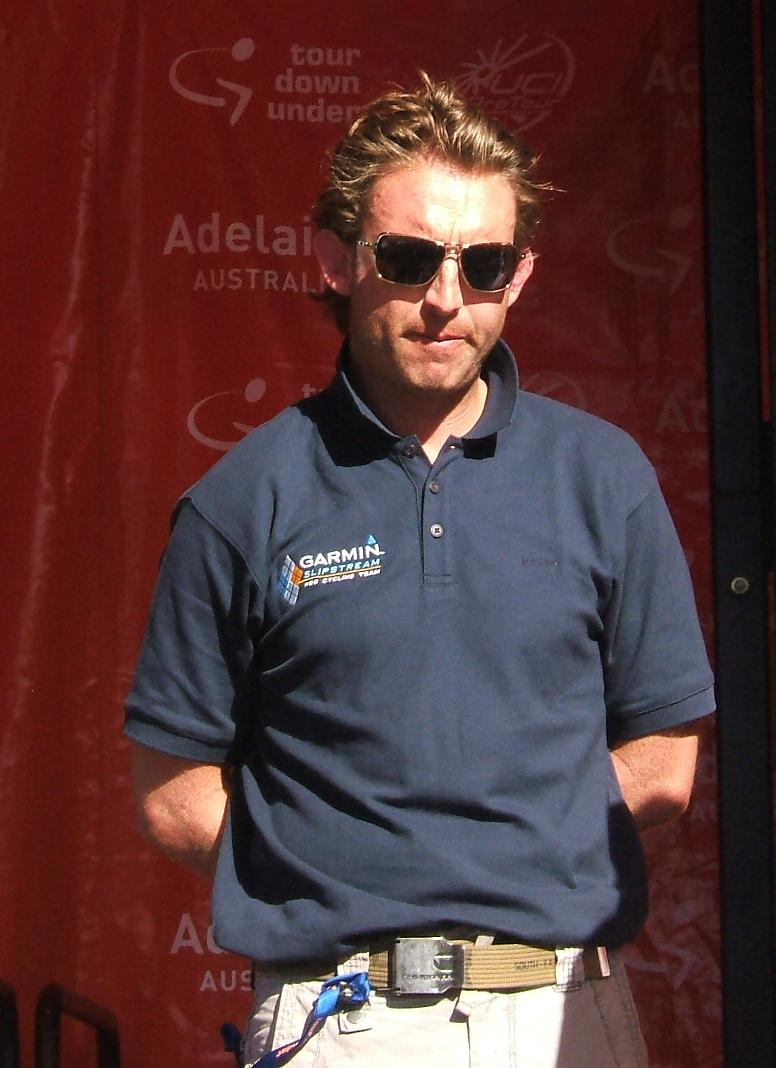
Matthew White bei der Tour Down Under 2009

Matthew „Matt“ White (* 22. Februar 1974 in Sydney) ist ein ehemaliger australischer Radrennfahrer und Sportlicher Leiter.

## Werdegang
Matthew White begann seine Karriere 1996 bei Heiko Salzwedel im Giant-Australian Institute of Sport Cycling Team. Nach zwei Jahren wechselte er zu Amore & Vita, wo er ein Jahr fuhr. Darauf fuhr er zwei Jahre bei Vini Caldirola. 2001 kam er dann zu dem US-amerikanischen Rennstall US Postal.
1999 gewann White eine Etappe der Tour de Suisse und 2002 einen Etappe der Katalonien-Rundfahrt. Nach drei Jahren in den USA ging er zur französischen Équipe Cofidis. Er gewann 2005 eine Etappe der Tour Down Under und nahm an der Tour de France teil. 2006 und 2007 fuhr er für das ProTeam Discovery Channel. Er beendete nach der Saison 2007 seine Karriere als Radrennfahrer.
Von 2008 an war Matt White Sportlicher Leiter der US-Mannschaft Garmin-Chipotle. Im Januar 2011 wurde er wegen des Verstoßes gegen teaminterne Dopingregeln nach der Tour Down Under entlassen. Weiterhin betreute er das australische National-Team. Im Jahr 2012 wurde er Sportlicher Leiter des neugegründeten Orica-GreenEdge-Teams. Nachdem er gestand, dass er in seiner aktiven Fahrerzeit ab 1998 Doping anwendet hatte, bot er dem Team seinen Rücktritt an, was vom Management angenommen wurde. Von der australischen Anti-Doping-Behörde wurde er für sechs Monate gesperrt.

## Erfolge
1996
- Prolog Tour of Wellington
- Gesamtwertung Blue Mountain Classic

2002
- eine Etappe Katalonien-Rundfahrt

## Teams
- 1996 Giant-Australian Institute of Sport
- 1997 ZVVZ-Giant-Australian Institute of Sport
- 1998 Amore & Vita
- 1999–2000 Vini Caldirola
- 2001–2003 US Postal
- 2004–2005 Cofidis
- 2006–2007 Discovery Channel